# スピリット・オブ・ディスカヴァリー
スピリット・オブ・ディスカヴァリー（Spirit of Discovery）、またはスピリット・オブ・ディスカバリーは、イギリスのサガ・クルーズが運航しているクルーズ客船。

## 概要
サガ・クルーズ初の新造船、スピリット・オブ・ディスカヴァリー級の1番船として、2019年6月24日にドイツのマイヤー・ヴェルフトで竣工、引き渡された。
船価は3億3千万ドル。
客室数は554室で全てが海側客室（アウトサイド・キャビン）であり、かつ全室バルコニー付きである。
また推進器にはドイツのシーメンスが新たに開発したポッド型推進器「SISHIP eSiPOD」を初めて装備した。
7月5日にドーバーで行われた命名式にて、チャールズ皇太子（当時）妃カミラによって命名された。
その後コロナ禍で運航休止していたが、2021年6月27日にティルベリー発のイギリス周遊クルーズで運航再開した。
また、同型の2番船が2020年に建造された。

## 同型船
- 2番船　「スピリット・オブ・アドヴェンチャー（Spirit of Adventure）」

2020年9月29日竣工。